# Schkopau

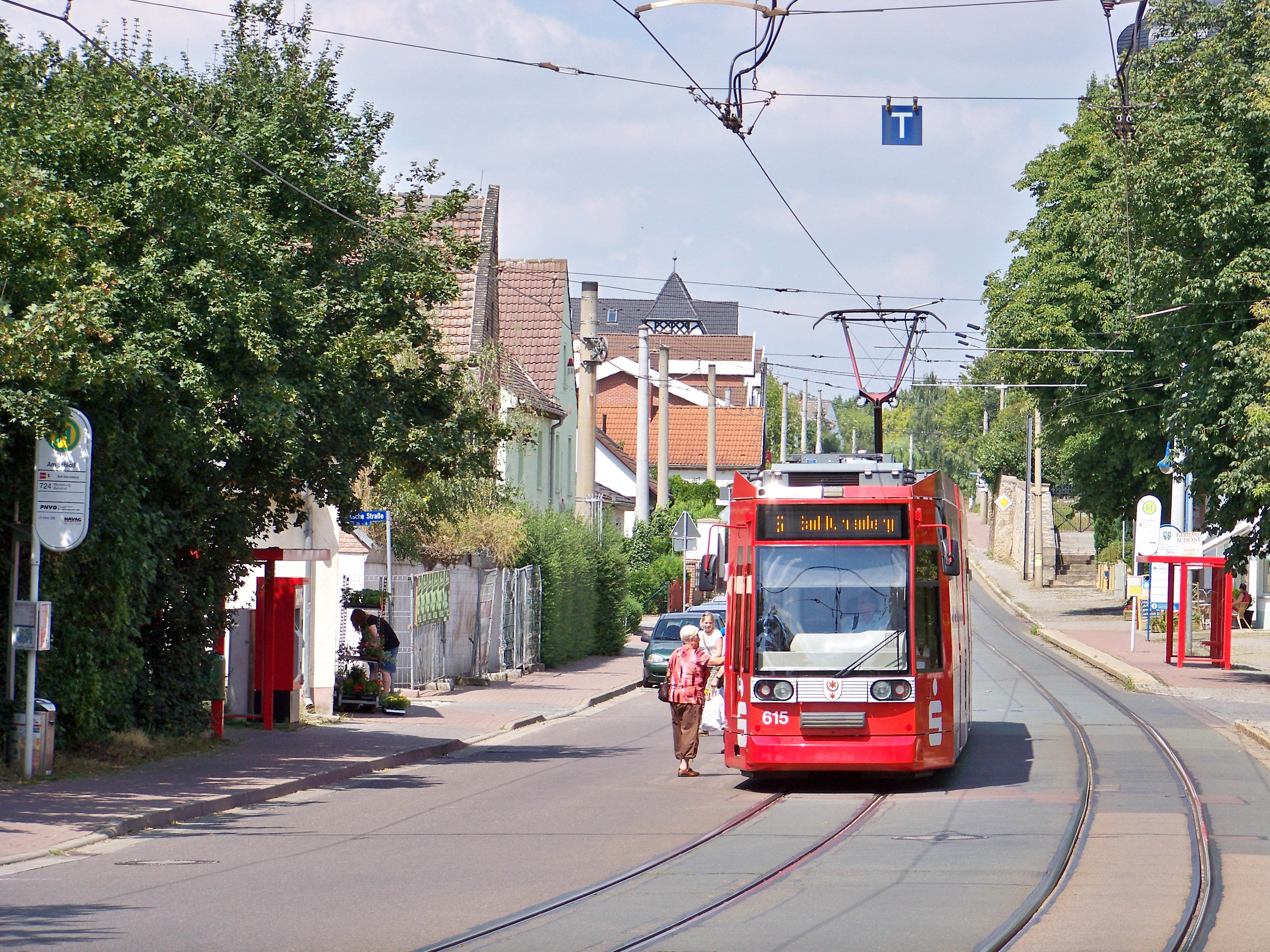
Tramway de Schkopau

Schkopau est une commune allemande située en Saxe-Anhalt dans l'arrondissement de Saale. Elle regroupe les localités rurales et villages suivants : Schkopau, Bündorf, Burgliebenau, Döllnitz, Dörstewitz, Ermlitz, Hohenweiden, Knapendorf, Kollenbey, Korbetha, Lochau, Luppenau (avec les villages et hameaux de Löpitz, Lössen et Tragarth), Neukirchen, Oberthau, Pretzsch, Pritschöna, Raßnitz, Rattmannsdorf, Rockendorf, Röglitz, Röpzig, Rübsen, Wallendorf, Wegwitz, Wesenitz et Weßmar.

## Géographie
Schkopau se trouve à 6 km au nord de Mersebourg et à 11 km au sud de Halle (Saale).

## Histoire
Une forteresse carolingienne est construite au IXe siècle à Schkopau (ou Skopau) et son village mentionné en 1177. Le château de Schkopau a été pendant 468 ans la demeure de la famille von Trotha qui possédait d'immenses domaines dans la région.
Du temps de la République démocratique allemande, le combinat chimique de Buna y tenait le principal rôle économique.

## Jumelage
- Schwalbach am Taunus (Allemagne) depuis 1993[1]